# The Killing Game Show
A The Killing Game Show (röviden csak: KGS) egy rohangálós-lövöldözős (run and gun) videójáték, melyet a Raising Hell Software fejlesztett Amigára és Atari ST-re. A játékot 1990-ben adta ki a Psygnosis, majd Fatal Rewind néven az Electronic Arts Sega Genesis-re.

## Játékmenet
| Szerző                   | Értékelés |
| ------------------------ | --------- |
| Amiga Action             | 86%       |
| Amiga Format             | 92%       |
| Amiga Power              | [ 3 ]     |
| Amiga User International | 94%       |
| CVG                      | 83%       |
| Génération 4             | 91%       |
| Joystick                 | 93%       |
| ST Format                | 90%       |
| Zero                     | 89%       |
| Zzap!64                  | 89%       |

A játékos egy robotot irányít 12 akciódús szinten keresztül, mely a túlélésért küzd elkerülve furfangos csapdákat, ellenséges mesterséges életformákat és a folyamatosan emelkedő savat. A változatos fegyverarzenálon kívül, ami igazán megkülönbözteti a KGS-t a többi shoot ’em up-tól, az a visszajátszás (Rewind) lehetősége, mellyel nem csak visszanézhetjük a legutolsó mozdulatainkat, hanem korrigálhatjuk is azokat.
Egyfajta változata a Menekülő ember témának. A program jól demonstrálja, hogy a gyártó az ilyesfajta akciós játékok nagymestere.

## Fogadtatás
A The Sydney Morning Herald úgy méltatta a KGS-t, hogy az "gyors, ravasz és ellenállhatatlan", majd kicsit később, hogy "egyszerűen csak egy háborúzós-űrlényes-betolakodós shoot ’em up, de annak rohadt jó."
Az Amiga Format szerint "egy audiovizuális gyöngyszem, mely gyönyörködteti a szemet és a fület", továbbá "az akció frenetikus, a fejtörők nehezek, úgyhogy a legkeményebb gyilkos cápa is horogra akad."